# 12. rozdanie nagród Złotych Malin

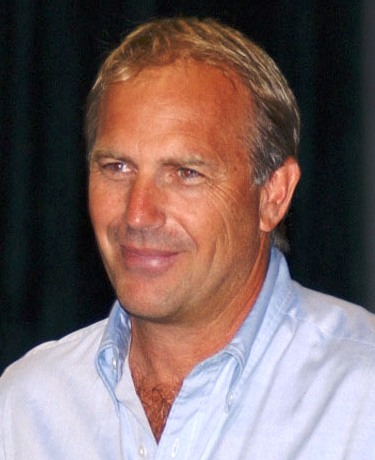
Kevin Costner otrzymał Złotą Malinę w 1991 w kategorii najgorszy aktor

Złote Maliny przyznane za rok 1991
| Kategoria                      | Dla                                                           | Za                                                                        |
| ------------------------------ | ------------------------------------------------------------- | ------------------------------------------------------------------------- |
| Najgorszy film                 | Joel Silver                                                   | Hudson Hawk                                                               |
| Najgorszy film                 | Carolyn Pfeiffer, Lionel Wigram                               | Miłość w rytmie Rap                                                       |
| Najgorszy film                 | Fred Silverstein                                              | Dice Rules                                                                |
| Najgorszy film                 | Robert K. Weiss                                               | Same kłopoty                                                              |
| Najgorszy film                 | William A. Graham                                             | Powrót do błękitnej laguny                                                |
| Najgorszy aktor                | Kevin Costner                                                 | Robin Hood: Książę złodziei                                               |
| Najgorszy aktor                | Vanilla Ice                                                   | Miłość w rytmie Rap                                                       |
| Najgorszy aktor                | Andrew Dice Clay                                              | Dice Rules                                                                |
| Najgorszy aktor                | Bruce Willis                                                  | Hudson Hawk                                                               |
| Najgorszy aktor                | Sylvester Stallone                                            | Oskar, czyli 60 kłopotów na minutę                                        |
| Najgorsza aktorka              | Sean Young                                                    | Pocałunek przed śmiercią                                                  |
| Najgorsza aktorka              | Demi Moore                                                    | Żona rzeźnika Same kłopoty                                                |
| Najgorsza aktorka              | Madonna                                                       | W łóżku z Madonną                                                         |
| Najgorsza aktorka              | Kim Basinger                                                  | Zawód pan młody                                                           |
| Najgorsza aktorka              | Sally Field                                                   | Tylko razem z córką                                                       |
| Najgorszy aktor drugoplanowy   | Dan Aykroyd                                                   | Same kłopoty                                                              |
| Najgorszy aktor drugoplanowy   | Richard E. Grant                                              | Hudson Hawk                                                               |
| Najgorszy aktor drugoplanowy   | Anthony Quinn                                                 | Gangsterzy                                                                |
| Najgorszy aktor drugoplanowy   | Christian Slater                                              | Gangsterzy Robin Hood: Książę złodziei                                    |
| Najgorszy aktor drugoplanowy   | John Travolta                                                 | Magia muzyki                                                              |
| Najgorsza aktorka drugoplanowa | Sean Young                                                    | Pocałunek przed śmiercią                                                  |
| Najgorsza aktorka drugoplanowa | Julia Roberts                                                 | Hook                                                                      |
| Najgorsza aktorka drugoplanowa | Sandra Bernhard                                               | Hudson Hawk                                                               |
| Najgorsza aktorka drugoplanowa | John Candy                                                    | Same kłopoty                                                              |
| Najgorsza aktorka drugoplanowa | Marisa Tomei                                                  | Oscar, czyli 60 kłopotów na minutę                                        |
| Najgorsza reżyseria            | Michael Lehmann                                               | Hudson Hawk                                                               |
| Najgorsza reżyseria            | David Kellogg                                                 | Miłość w rytmie Rap                                                       |
| Najgorsza reżyseria            | Dan Aykroyd                                                   | Same kłopoty                                                              |
| Najgorsza reżyseria            | John Landis                                                   | Oscar, czyli 60 kłopotów na minutę                                        |
| Najgorsza reżyseria            | William A. Graham                                             | Powrót do błękitnej laguny                                                |
| Najgorszy scenariusz           | Steven E. de Souza, Daniel Waters, Bruce Willis, Robert Kraft | Hudson Hawk                                                               |
| Najgorszy scenariusz           | David Stenn                                                   | Miłość w rytmie Rap                                                       |
| Najgorszy scenariusz           | Andrew Dice Clay, Lenny Schulman                              | Dice Rules                                                                |
| Najgorszy scenariusz           | Dan Aykroyd, Peter Aykroyd                                    | Same kłopoty                                                              |
| Najgorszy scenariusz           | Leslie Stevens                                                | Powrót do błękitnej laguny                                                |
| Najgorszy debiut aktorski      | Vanilla Ice                                                   | Miłość w rytmie Rap                                                       |
| Najgorszy debiut aktorski      | Kristin Minter                                                | Miłość w rytmie Rap                                                       |
| Najgorszy debiut aktorski      | Milla Jovovich                                                | Powrót do błękitnej laguny                                                |
| Najgorszy debiut aktorski      | Brian Krause                                                  | Powrót do błękitnej laguny                                                |
| Najgorszy debiut aktorski      | Brian Bosworth                                                | Zimny jak głaz                                                            |
| Najgorsza piosenka             | MC Hammer, Felton Pilate                                      | "Addams Groove" z filmu Rodzina Addamsów                                  |
| Najgorsza piosenka             | Vanilla Ice, Gail 'Sky' King, Heather Day                     | "Cool as Ice" z filmu Miłość w rytmie Rap                                 |
| Najgorsza piosenka             | Iggy Pop, Whitey Kirst                                        | "Why Was I Born (Freddy's Dead)" z filmu Freddy nie żyje: Koniec koszmaru |